# جيوفاني سيلفا دي أوليفيرا

جيوفاني سيلفا دي أوليفيرا (بالبرتغالية:Giovanni Silva de Oliveira) هو جيوفاني سيلفا دي اوليفييرا ، ولد في 4 فبراير 1972 في اباي تيتوبا في البرازيل، لاعب كرة قدم برازيلي سابق، شارك مع منتخب بلاده في كأس العالم 1998 .

## روابط خارجية
- جيوفاني سيلفا دي أوليفيرا على موقع الاتحاد الدولي (مؤرشف)  (الإنجليزية)
- جيوفاني سيلفا دي أوليفيرا على موقع قاعدة بيانات كرة القدم.إي يو (الإنجليزية)
- جيوفاني سيلفا دي أوليفيرا على موقع ناشيونال فوتبول تيمز (الإنجليزية)
- جيوفاني سيلفا دي أوليفيرا على موقع Soccerway.com (الإنجليزية)
- جيوفاني سيلفا دي أوليفيرا على موقع عالم كرة القدم.نت (الإنجليزية)
- جيوفاني سيلفا دي أوليفيرا على موقع كووورة
- جيوفاني سيلفا دي أوليفيرا على موقع أوليمبيديا (الإنجليزية)